# زبان‌داران
زبان‌داران یا لینگولاتا (به لاتین: Lingulata)، دسته‌ای از بازوپایان است که از کهن‌ترین بازوپایانی است که از دوره کامبرین وجود داشته‌است. آنها همچنین از نظر ریخت‌شناسی محافظه‌کارانه‌ترین بازویاها هستند، که از اولین پیدایش خود تا به امروز با تغییر شکل بسیار کمی دوام آورده‌اند. پوسته‌های نمونه‌های زنده‌ای که امروزه در آب‌های اطراف ژاپن یافت می‌شوند، تقریباً مشابه فسیل‌های باستانی کامبرین هستند.
زبان‌داران پوسته‌های زبانه‌ای دارند (از این رو نام لینگولاتا از کلمه لاتین «زبان» گرفته شده‌است) با یک ساقه گوشتی یا ساقه پایی بلند که جانور با آن در رسوبات شنی یا گلی فرومی‌رود. آنها در حفره‌های عمودی در این رسوبات نرم با انتهای قدامی رو به بالا و کمی در سطح رسوب قرار دارند. مژک‌های لوفوفور جریان تغذیه و تنفسی را از طریق حفره لوفوفور و گوشته تولید می‌کنند. روده کامل و J شکل است.
سردهٔ زبان‌دارها لینگولا (بروگوئه، ۱۷۹۷) کهن‌ترین سردهٔ جانوری شناخته‌شده‌است که هنوز گونه‌های موجود را در خود جای داده‌است. این در درجه اول یک سردهٔ هند و اقیانوسیه است که برای مصرف انسان در ژاپن و استرالیا برداشت می‌شود.